# Diana Barnato Walker

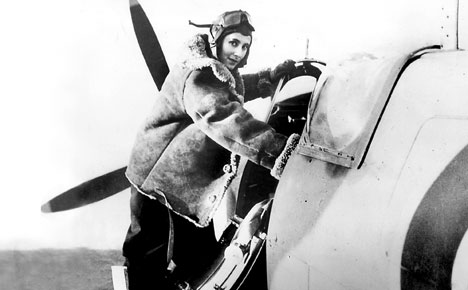
Diana Barnato Walker

Diana Barnato Walker (ur. 15 stycznia 1918, zm. 28 kwietnia 2008) – brytyjska lotniczka, pilot Air Transport Auxiliary w czasie drugiej wojny światowej, pierwsza Brytyjka, która przekroczyła prędkość dźwięku.

## Życiorys
Urodziła się w Londynie podczas nalotu prowadzonego przez niemiecki sterowiec . Była córką brytyjskiego kierowcy wyścigowego Woolfa Barnato i jego amerykańskiej żony . Jako dziewczyna z majętnego domu uczestniczyła w przyjęciach dla wyższych sfer, w tym na dworze króla Edwarda VIII, ale denerwowało ją ciągłe towarzystwo przyzwoitek. Rozpoczęła naukę latania w Brooklands, żeby się od nich uwolnić; w samolocie szkolnym de Havilland Tiger Moth były miejsca tylko dla dwóch osób: instruktora i ucznia.
W początkowym okresie wojny była pielęgniarką . Namówiona przez znajomych, wiosną 1941 roku przystąpiła, mimo niewystarczającego nalotu, do egzaminu dla kandydatów do służby jako pilot w Air Transport Auxiliary. Zdała, ale niedługo potem została poważnie ranna w wypadku podczas jazdy konnej i rozpoczęła służbę dopiero dziewięć miesięcy później. Podczas służby w ATA słynęła z rozrywkowego trybu życia. W ciągu trzech lat wojny wykonała loty rozprowadzające kilkuset samolotami, w tym 260 Supermarine’ami Spitfire’ami . W samym tylko wrześniu 1944 roku dostarczyła trzydzieści trzy samoloty czternastu różnych typów , a na liście samolotów, za których sterami zasiadła, figuruje też między innymi Supermarine Walrus i North American B-25 Mitchell .
W 1942 roku zaręczyła się z pilotem Humphreyem Gilbertem, który jednak zginął miesiąc później . W maju 1944 roku poślubiła Wing Commandera Dereka Walkera. We wrześniu udała się z nim parą rozpoznawczych Spitfire’ów na miesiąc miodowy do Brukseli; oficjalnie chodziło o dostarczenie obu maszyn, a gdy wyszło na jaw, że Derek Walker załatwił żonie możliwość odbycia tego lotu wraz z nim, ukarano go odebraniem żołdu na trzy miesiące. Diana owdowiała w listopadzie roku 1945, gdy jej mąż zginął w katastrofie P-51 Mustanga . Później nawiązała wieloletni romans z żonatym pilotem i kierowcą wyścigowym Whitneyem Straightem i w 1947 roku urodziła ich syna, któremu nadano imię Barney (tak samo miał na imię dziadek Diany)  . Nigdy więcej nie wyszła za mąż.
W 1963 roku została – w samolocie English Electric Lightning T.4 (dwumiejscowa odmiana tego myśliwca przechwytującego) numer XM996 – pierwszą Brytyjką, która osiągnęła prędkość ponaddźwiękową, i najszybszą kobietą świata. Jej żeński rekord prędkości pobiła rok później Jacqueline Cochran w F-104G Starfighterze  .
Również w 1963 roku zdiagnozowano u niej nowotwór, dożyła jednak wieku dziewięćdziesięciu lat . W 1965 roku została członkiem Orderu Imperium Brytyjskiego . Ostatni lot w Spitfirze, który uważała za swój ulubiony typ samolotu, odbyła jako osiemdziesięcioośmiolatka . Opublikowała autobiografię pod tytułem Spreading My Wings.